# Albin Ferneman
Albin Verner Ferneman, tidigare Johnson, född 23 september 1894 i Färnebo församling i Värmlands län, död 2 juli 1959 i Filipstad, var en svensk konstnär och färghandlare.

## Biografi
Ferneman var son till bruksförvaltaren Johan Johnson och Augusta Johansson. Redan som yngling började han teckna av miljöerna runt masugnen och verkstäderna vid Storbrohyttans bruk i Filipstad. Hans första Storbrohyttemålningar är daterade 1912.
Ferneman studerade vid Konsthögskolan i Stockholm 1918–1919, med Axel Tallberg som lärare i målning och etsning. Därefter företog han en studieresa till Frankrike 1920-1921 vilket gav honom möjlighet att bland annat studera för Maurice Denis i Paris.
Han debuterade i Sveriges allmänna konstförenings höstutställning 1919, deltog i höstutställningen i Paris 1921 samt utställningar i Stockholm, Karlstad och Filipstad.
Hans motivkrets bestod av porträtt, stilleben och bruksmiljöer.
Ferneman är mest känd som bergslagsmålare med motiv från Storbrohyttan och andra järnbruk i Filipstadstrakten. Han illustrerade även Åke Hasselblads bok Gubbar i Bergskollegium 1933.